# Mantegazza
Mantegazza (AFI: /manteˈɡaʦʦa/; Mantigàscia in dialetto locale AFI: /mantiɡaˈʃa/) è una frazione di 1 158 abitanti (2011) del comune italiano di Vanzago, in provincia di Milano, distante 2,49 km dal centro del comune di appartenenza e posta a sudovest dello stesso, in direzione di Arluno. Costituì un comune autonomo fino al 1841.

## Geografia fisica

### Territorio
La località di Mantegazza è caratterizzata da un ambiente prevalentemente pianeggiante, tipico della Pianura padana, contraddistinto a tratti da boschi e coltivazioni aratorie.
Il territorio di Mantegazza confina a nord e ad est con il comune di Vanzago, di cui è la frazione, e a sud e ovest con la frazione di Rogorotto (Arluno).

### Sismologia
Dal punto di vista sismico Mantegazza presenta un rischio molto basso ed è stata classificata come il comune zona 4 (bassa sismicità) dalla protezione civile nazionale. Nella sua storia l'abitato ha risentito di cinque terremoti: quello del 1397 (5,37 ML), quello del 1895 (4,63 ML), quello del 2009 (2,3 ML), quello del 2011 (2,1 ML) e quello del 2013 (2,4 ML).

#### Clima
Mantegazza ha il clima caratteristico delle pianure settentrionali italiane con inverni freddi e abbastanza rigidi ed estati che risentono di elevate temperature; la piovosità si concentra principalmente in autunno e in primavera. La località appartiene alla zona climatica E.
| Mese                        | Gen  | Feb  | Mar  | Apr  | Mag | Giu | Lug | Ago  | Set  | Ott | Nov | Dic | Anno  |
| --------------------------- | ---- | ---- | ---- | ---- | --- | --- | --- | ---- | ---- | --- | --- | --- | ----- |
| Temperatura max. media (°C) | 5    | 8    | 13   | 18   | 22  | 26  | 29  | 28   | 24   | 18  | 10  | 5   | 16.33 |
| Temperatura min. media (°C) | -2   | 0    | 3    | 7    | 11  | 15  | 17  | 17   | 14   | 8   | 4   | -1  | 7.75  |
| Piogge (mm)                 | 64   | 63   | 95   | 82   | 82  | 97  | 65  | 68   | 69   | 100 | 101 | 60  | 78.83 |
| Umidità relativa (%)        | 86   | 78   | 71   | 75   | 72  | 71  | 71  | 72   | 74   | 81  | 85  | 86  | 78    |
| Eliofania assoluta (ore)    | 2    | 3    | 5    | 6    | 7   | 8   | 9   | 8    | 6    | 4   | 2   | 2   | 5     |
| Venti (dir.-nodi)           | SW 4 | SW 9 | SW 9 | SW 9 | S 9 | S 9 | S 9 | SE 4 | SW 4 | S 4 | S 4 | S 4 | 6,5   |

## Storia

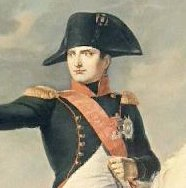
Napoleone Bonaparte decretò la soppressione del comune di Mantegazza nel 1809; venne ripristinato dagli austriaci solo nel 1816.

Nel medioevo l'abitato di Mantegazza era possedimento dell'omonima nobile famiglia milanese che nel '400 vi fece realizzare un oratorio per il culto locale. La prima testimonianza scritta dell'esistenza dell'abitato di Mantegazza risale al 15 gennaio 1396 quando i deputati della Veneranda Fabbrica del Duomo di Milano, riuniti a discutere per l'eredità di Franciscolo Litta, elencano tra i suoi possedimenti anche una vigna sita in località "Cassina Mantegazza nel territorio di Venzago" di cui si stabilisce il prezzo di vendita a 32 lire alla pertica.
Successivamente, l'abitato di Mantegazza divenne un comune del Milanese e dal Seicento venne compreso nella pieve di Nerviano. Registrato agli atti del 1751 come un borgo di 221 abitanti, era amministrato da un console cittadino, responsabile delle necessità della comunità e tutore dell'ordine pubblico locale, coadiuvato dal primo degli estimati (un membro della famiglia Gattinoni) che aveva il compito specifico di vigilare sull'amministrazione della giustizia, da un cancelliere che risiedeva a Vanzago e da un esattore delle tasse nominato a concorso. In base al censimento voluto nel 1771 dall'imperatrice Maria Teresa, Mantegazza contava 219 anime. Alla proclamazione del Regno d'Italia nel 1805 risultava avere 252 abitanti. A livello ecclesiastico, l'abitato fu sempre sottoposto alla cura d'anime di Vanzago per quanto nel XVIII secolo la parrocchia di Arluno ne rivendicasse la gestione.
Nel 1809 il comune di Mantegazza fu soppresso con regio decreto di Napoleone ed annesso ad Arluno, salvo essere poi spostato sotto Pogliano nel 1811. Il Comune di Mantegazza fu quindi ripristinato con il ritorno degli austriaci nel 1816 venendo compreso nel distretto IV di Saronno. Nel 1841 tuttavia furono le stesse autorità austriache a decidere di sopprimere definitivamente l'autonomia locale annettendo però il territorio a Vanzago, a differenza del periodo napoleonico e rispettando la tradizione ecclesiastica.

## Stemma
(Descrizione araldica dello stemma)

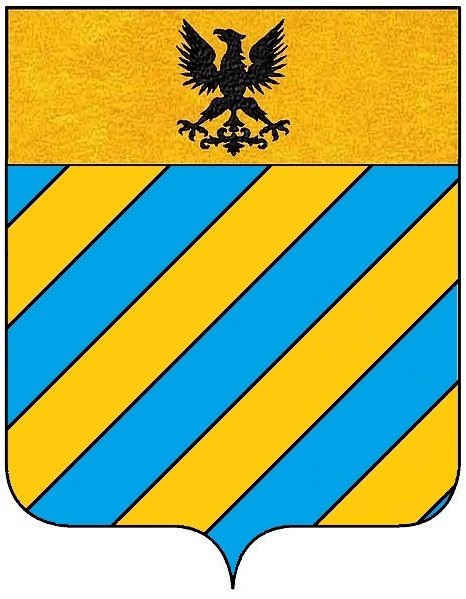
Lo stemma della famiglia Mantegazza

Durante il periodo feudale, Mantegazza utilizzò come emblema locale lo stemma dell'omonima famiglia che ne era feudataria.

## Monumenti e luoghi d'interesse

### Architetture religiose

#### Chiesa parrocchiale di Cristo Re
L'origine della chiesa parrocchiale di Mantegazza è da ricollegare al 1926 quando gli abitanti delle frazioni di Mantegazza (comune di Vanzago) e Rogorotto (comune di Arluno) chiesero la possibilità di costruire un luogo di culto: i primi già disponevano di un piccolo oratorio locale per la celebrazione dell'Eucaristia settimanale, mentre gli ultimi non disponevano di alcun luogo di culto. Del progetto si fece carico il parroco di Vanzago, don Elia Balzarini, il quale scrisse all'arcivescovo milanese cardinale Eugenio Tosi al quale espose come negli anni, l'oratorio di Mantegazza era divenuto insufficiente ad accogliere tutti i fedeli dell'area.
Già all'inizio del 1927, don Balzarini acquistò il terreno per edificare la chiesa e la canonica, stilando anche un primo progetto del nuovo tempio che poi venne rivisitato e corretto dall'ing. Boffa di Milano. Il 4 marzo 1927 si diede inizio quindi alla costruzione, sotto il patronato delle parrocchie di Arluno e Vanzago. La chiesa, costruita con la maestranza locale, venne terminata e benedetta ufficialmente il 1º novembre 1928. Nel 1930 la chiesa venne per la prima volta visitata da un arcivescovo, quello di Milano, Alfredo Ildefonso Schuster.
Tra gli anni '60 e '70 moltissimi furono i mutamenti, soprattutto interni, che portarono a cambiare radicalmente l'aspetto della chiesa parrocchiale e la nuova mensa post-conciliare venne consacrata ufficialmente da mons. Libero Tresoldi. La chiesa viene nuovamente visitata dal cardinale Carlo Maria Martini, nel 1990, e dal vescovo Carlo Roberto Maria Redaelli, vicario generale della Diocesi di Milano, nell'Epifania del 2012.
Il 14 settembre 2025, nell'occasione del cinquantesimo anno di consacrazione dell'altare, la Chiesa sarà visitata dall'Arcivescovo di Milano mons. Mario Delpini.

#### Oratorio di San Giovanni Battista
Edificato nel XV secolo dalla famiglia Mantegazza, feudataria di queste terre, esso venne eretto per sopperire alle esigenze religiose del piccolo borgo. L'edificio conserva al suo interno affreschi di buona fattura e che si inserisce perfettamente nell'assetto edilizio dal sapore antico del borgo.

## Società

### Evoluzione demografica
"Abitanti censiti"

### Lingue e dialetti
Nella frazione è relativamente diffuso il dialetto milanese, mentre è molto presente il dialetto arlunese che differisce dal primo in più punti. Come tutti i dialetti lombardi occidentali, anche l'arlunese è sostanzialmente una lingua romanza derivata dal latino. Alcuni studiosi vi hanno scorto tracce delle lingue dei popoli anteriori alla latinizzazione della regione, in particolare l'antico ligure e il gallico parlato dai Celti.

### Religione
La maggioranza della popolazione è cattolica. L'immigrazione di cittadini comunitari ed extra-comunitari ha portato all'insediamento di minoranze di musulmani e ortodossi.
Nella frazione è presente una parrocchia, parte dell'Arcidiocesi di Milano, che serve anche gli abitanti di Rogorotto, frazione del vicino comune di Arluno sottoposta però alla cura d'anime di Mantegazza.

## Infrastrutture e trasporti

### Strade
Mantegazza è collegata ai centri di Arluno e Pregnana Milanese con la strada provinciale SP214, oltre ad essere posta nei pressi dell'autostrada A4 Torino-Trieste. Inoltre è collegata con Vanzago attraverso la strada provinciale SP239, che sfiora la frazione Valdarenne e la località Tre Campane, entrambe nel comune di Vanzago.

### Ferrovie
Mantegazza non dispone di una propria stazione ferroviaria. La fermata più vicina è quella della Stazione di Vanzago.